# Synema neomexicanum
Synema neomexicanum är en spindelart som beskrevs av Gartsch 1939. Synema neomexicanum ingår i släktet Synema och familjen krabbspindlar. Inga underarter finns listade i Catalogue of Life.